# George Acosta
George Acosta (Miami, Estados Unidos; 19 de enero de 2000) es un futbolista colombo-estadounidense. Se desempeña en la posición de mediocampista ofensivo y su actual equipo es el Inter de Miami de la Major League Soccer.

## Trayectoria

### Juveniles
Nacido en Miami, Acosta jugó para la Weston Academy y para el North Carolina F. C. sub-23 justo antes de dirigirse a Argentina para firmar con Boca Juniors, luego de su actuación en la Copa Mundial de Fútbol Sub-17 de 2017. En el país sudamericano, jugó para la sub-20 de Boca Juniors y equipos suplentes.

### Austin Bold F. C.
El 28 de agosto de 2019, Acosta firmó con el Austin Bold FC del USL Championship. El 1 de septiembre de 2019, hizo su debut profesional cuando reemplazó a Kris Tyrpak en el minuto 82 de la victoria por 3-0 contra el RGV FC Toros.

### Inter de Miami
Acosta se unió al equipo de expansión de la Major League Soccer, el Inter de Miami, antes de su temporada inaugural en 2020.

## Selección nacional
Acosta representó a Estados Unidos en la Copa Mundial de Fútbol Sub-17 de 2017. En el torneo disputó dos de los cinco partidos que jugaron los estadounidenses en el Mundial y marcó un gol en el partido contra Colombia.

## Clubes
Actualizado al 20 de marzo de 2020
| Club                        | País           | Año             |
| --------------------------- | -------------- | --------------- |
| North Carolina F. C. sub-23 | Estados Unidos | 2017            |
| Austin Bold F. C.           | Estados Unidos | 2019            |
| Inter de Miami              | Estados Unidos | 2020 - Presente |